# Bird: The Complete Charlie Parker on Verve
Bird: The Complete Charlie Parker on Verve ist ein Jazz-Album von Charlie Parker. Die zehn Compact Discs umfassende Edition von 1990 enthält sämtliche Aufnahmen, die der Altsaxophonist für Norman Granz bei dem Plattenlabel Mercury Records aufgenommen hatte und die später auf Granz’ eigenem Label Verve Records veröffentlicht wurden, beginnend mit Repetition mit dem Neal Hefti Orchester Ende 1947 bis zu seinen letzten Aufnahmen für das Cole-Porter-Songbook (I Love Paris) am 10. Dezember 1954. Ergänzt werden Parkers Einspielungen unter eigenem Namen von drei Jazz-at-the-Philharmonic-Konzerten 1946, 1949 und 1952, an denen Parker mitwirkte.

## Einleitung
Im Zentrum der Edition Bird: The Complete Charlie Parker on Verve stehen Charlie Parkers verschiedene Quintett- und Quartett-Formationen, so Aufnahmen mit Dizzy Gillespie und Thelonious Monk (Bloomdido) im Juni 1950, ein Titel mit Coleman Hawkins im Oktober (Ballade), die Au Privave-Session mit Miles Davis am 17. Januar 1951 sowie mit Red Rodney (Blues for Alice) im August 1951; später seine Quartett-Einspielungen mit den Pianisten Al Haig und Hank Jones. Hinzu kommen seine von der lateinamerikanischen Musik beeinflussten Stücke, die damals unter dem Titel South of the Border vermarktet wurden sowie die verschiedenen Produktionen mit Streichern und Big-Band-Aufnahmen, u. a. mit Gil Evans und den Dave Lambert Singers.

## Die Sessions in zeitlicher Abfolge

### 1946: JATP
Parkers Verbindung mit dem 27-jährigen Norman Granz begann schon im Jahr 1946, als dieser seine ersten Jazz-at-the-Philharmonic-Konzerte organisierte; bei dem Konzert im Januar in der Philharmonie von Los Angeles kam es zum Zusammentreffen mit seinem Idol Lester Young; dieser war gerade erst nach 15-monatigem Aufenthalt in einem Straflager der Armee entlassen worden und deshalb bei diesem Konzert in einem erschreckend apathischen Zustand und nahm Bird kaum zur Kenntnis. Young spielte konfus und einfallslos. Es entstand der Titel Sweet Georgia Brown; mitwirkende Musiker waren Dizzy Gillespie, Willie Smith und Al Killian. Mit Howard McGhee und Lester Young wurden noch die Titel Blues for Norman, I Can’t Get Started, O Lady Be Good und After You’ve Gone aufgenommen.
Höhepunkt der Januar-Session war Parkers Solo in Lady Be Good; der Pianist John Lewis meinte: „Bird machte aus ‚Lady Be Good‘ einen Blues. Sein Solo ließ alle anderen Musiker auf der Bühne wie alte Männer aussehen“. Das Publikum in der Philharmonie tobte und tanzte in den Gängen, was dazu führte, dass die Verantwortlichen Granz verboten, dort weiter Veranstaltungen durchzuführen. Trotzdem behielt Granz den Namen Jazz at the Philharmonic bei.
Im JATP-Blues und I Got Rhythm, die im April 1946 im Embassy Theater von Los Angeles entstanden, stieß noch Coleman Hawkins hinzu, so dass die drei renommiertesten Saxophonisten der damaligen Zeit miteinander jammten. Mitwirkende waren außerdem Trompeter Buck Clayton, Pianist Irving Ashby und Schlagzeuger Buddy Rich. Ein Unikum und eine Rarität nennen Wilson/Goeman diese Melange aus Swing und Bebop wegen des zwanglosen Aufeinandertreffens der Jazzgrößen Parker, Hawkins und Young sowie Gillespie und Willie Smith.
Im November 1948 – Parker nahm gerade seine letzten Titel für Savoy Records auf und spielte im Royal Roost – erhielt er einen einjährigen Plattenvertrag bei Mercury Records, einer Tochtergesellschaft von MGM, deren Jazzproduzent damals Norman Granz war.

### 1947: Repetition

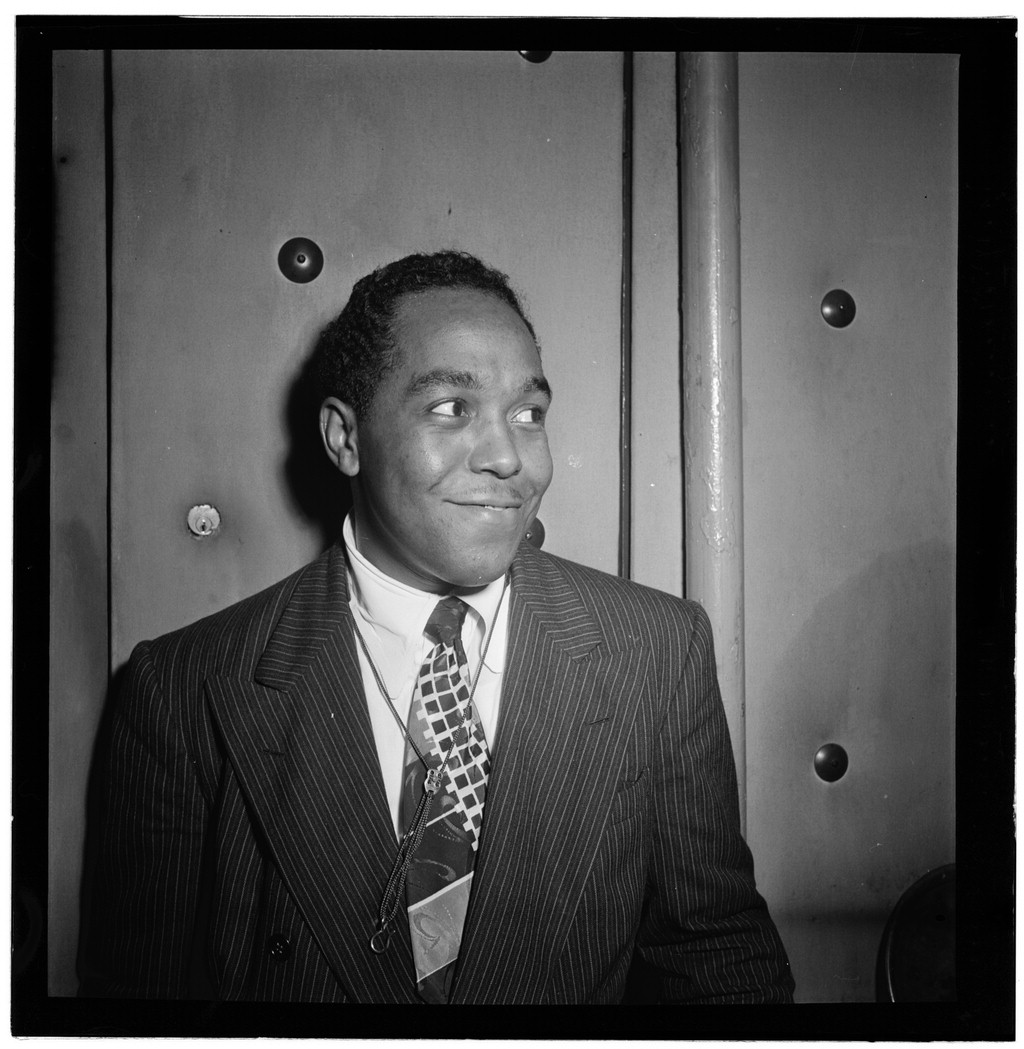
Charlie Parker, im JazzclubThree Deuces, New York, ca. August 1947. Foto William P. Gottlieb

Parkers Vertragsabschluss mit Mercury fand zeitgleich mit der Streikandrohung der AFM für den 1. Januar 1948 statt; in aller Eile organisierte deshalb Granz zwei Aufnahmesessions mit Parker. Mit dem Neal-Hefti-Orchester ließ er den Saxophonisten Repetition aufnehmen; dabei wurde wohl Parkers Solo-Stimme in die bereits zuvor aufgenommene Einspielung eingefügt. Es war Granz’ Konzept, Parker nun in einem kommerzielleren Konzept als bisher zu präsentieren; daraus resultierten auch die Bigband-Aufnahmen mit dem damals populären Machito-Orchester, das im Palladium Ballroom Erfolge feierte, und die späteren Streicher-Aufnahmen. Für die Anthologie The Jazz Scene ließ Granz den Saxophonisten den Titel The Bird einspielen, mit einer hastig zusammengewürfelten Begleitgruppe aus Hank Jones, Ray Brown und Shelly Manne.
Mit dem Machito-Orchester nahm Parker dann Ende 1948 die Latin-Nummern No Noise, Okiedokie und Mango Mangue auf; Parker schien jedoch mehr als hinzugefügte Attraktion denn als integraler Bestandteil einer eingespielten Band zu wirken.

### 1949: Visa
In der Zeit der Reisevorbereitungen für das Pariser Jazzfestival, als Parker Reisepass und Visum beantragen musste, entstanden die Kompositionen Cardboard, Visa und Passport.
Für Cardboard zog Norman Granz den Posaunisten Tommy Turk hinzu, der jedoch überhaupt nicht zu Parkers Musik passte.
Die Titel Visa, Segment und Passport entstanden glücklicherweise ohne Turk.

### Lester Leaps In
Die dritte CD der Edition enthält das komplette JATP-Konzert vom 18. September 1949 in der New Yorker Carnegie Hall, an dem Roy Eldridge, Lester Young, Flip Phillips, Hank Jones, Ray Brown und Buddy Rich sowie bei einigen Titeln Ella Fitzgerald mitwirkten. Auch diesmal gelang es Granz, die Crème d la Crème des Jazz unter der JATP-Flagge zusammenzubringen. Hier treffen die drei Musiker Eldridge, Young und Parker aufeinander; allgegenwärtig ist bei den langen Stücken der JATP-Geist und die Aura der Jam-Session, in dem jeder der Mitwirkenden seine Chance für ein Solo erhält und durch die anfeuernden Rufe der Mitspieler unterstützt wird. Hinzu kam schließlich die Sängerin Ella Fitzgerald mit ihren damaligen Erfolgs-Titeln Flyin’ Home, How High the Moon und Juan Tizols Perdido.

### 1949: Charlie Parker with Strings
Gut zwei Monate nach dem Carnegie Hall-Konzert fanden dann Parkers erste Aufnahmen mit Streicher-Begleitung – sowie Ray Brown und Buddy Rich – statt; zu dieser Zeit war der Mercury-Vertrag Parkers zu vorteilhafteren Bedingungen verlängert worden. Dies beinhaltete aber auch, dass Granz’ Vorstellungen zunehmend in Parkers Musik-Produktionen einflossen, so die Parker-Biographen Wilson und Goeman. Die Autoren Richard Cook und Brian Morton widersprechen jedoch der landläufigen Vorstellung von der angeblichen Ungehaltenheit Parkers mit diesen Produktionen; Parker fühlte sich im Umfeld „seriöser“ Künstler wohl und als Musiker ernst genommen. Auch wenn die Aufnahmen vom Ablauf her „äußerst sauber, um nicht zu sagen „clean“ wirken, ist Bird zweiter Chorus in Just Friends jedoch ein Muster einer gelungenen Soloprogression“.

### 1950: Star Eyes

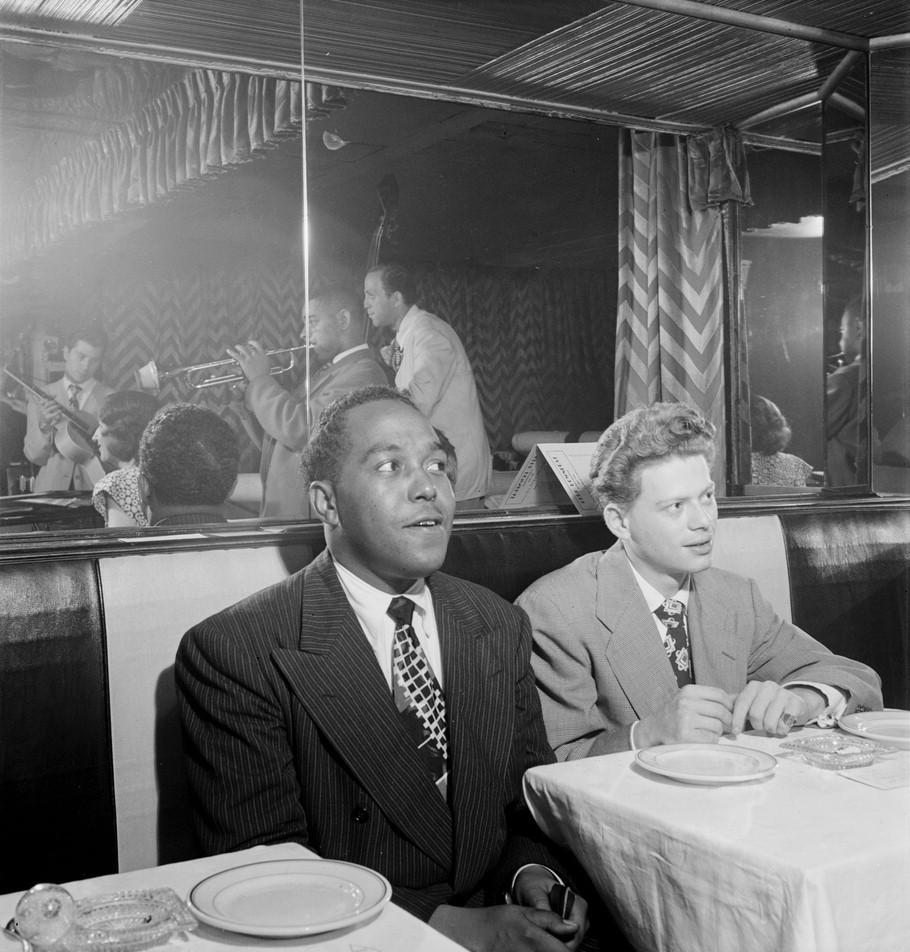
Parker mit Red Rodney, ca. 1947. Foto: Gottlieb.

An Heiligabend 1949 trat Charlie Parker erneut in der Carnegie Hall auf, im Februar folgten seine legendären Aufnahmen mit Red Rodney (Bird at St. Nick’s), in dem er sein neues Quintett vorstellte; außer Rodney spielten Al Haig, Tommy Potter und Roy Haynes mit Parker. Im JATP-Rahmen präsentierte Granz jedoch Parker lieber mit den vertrauten Musikern aus seinem „JATP-Stall“, wie Hank Jones, Ray Brown und Buddy Rich; so entstanden im Frühjahr 1950 die Standards Star Eyes, I’m in the Mood for Love und Parkers Blues (Fast), „es sind sehr relaxte, klar tönende Stücke von hohem Standard mit seiner sehr homogenen Rhythmusgruppe“, so Wilson und Goeman. Sie betonen aber, dass die Rolle von Buddy Rich, der im Jahr 1950 allein bei fünf Sessions mit Bird mitwirkte, von einigen Kritikern differenzierter betrachtet wird.

### Bird & Diz

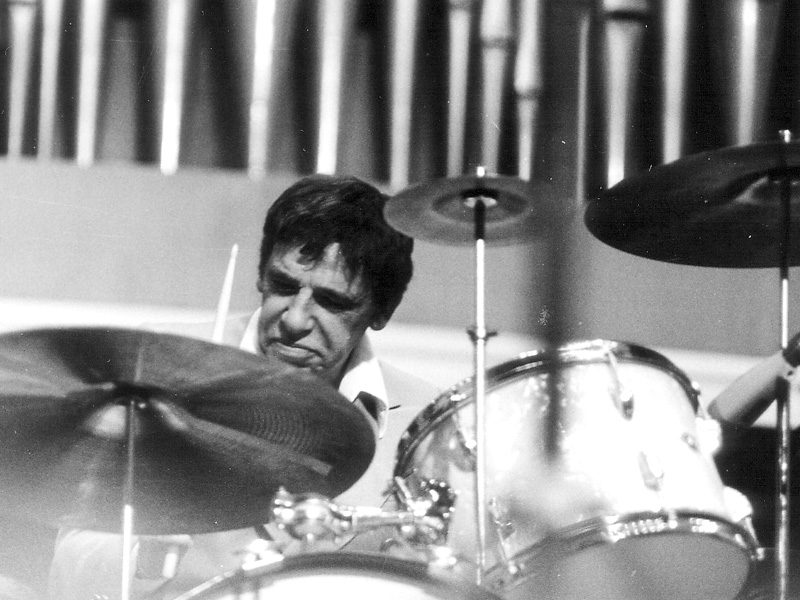
Buddy Rich

Am 6. Juni schloss sich die legendäre Bird and Diz-Session an,
in der es Gelegenheit gibt, „Giganten des Bebop“ zu hören; die zahlreichen alternate takes und abgebrochenen Titel geben dem Hörer eine gute Möglichkeit, zu studieren, wie Parker jedes Mal sein Solo von take zu take überdenkt, auch wenn dabei die melodischen Konturen die gleichen bleiben. Während Buddy Rich von Granz ausgewählt wurde, bat Parker den Pianisten Thelonious Monk hinzu, mit dem er bislang noch nie zusammengearbeitet hatte und der zu dieser Zeit wegen seiner Kompromisslosigkeit Schwierigkeiten hatte, überhaupt Auftrittsmöglichkeiten zu bekommen. Der Bassist Curley Russell war schon Hausbassist des Birdland; er spielte bereits in den Tagen der
Jazzclubs der 52nd Street mit Dizzy Gillespie und Parker. Ergebnis der Juni-Session waren typische Bebop-Nummern und eine Ballade, der Standard My Melancholy Baby. Die Musik entstand relativ spontan, da Parker vergessen hatte, die Arrangements mitzubringen, als er ins Studio kam.
Im Spätsommer 1950 fand dann die zweite Streicher-Session statt, die von Joe Lippman geleitet wurde; alle Titel sind mit fünf Geigen, Bratsche, Cello, Oboe, Waldhorn und der Rhythmusgruppe (Ray Brown/Buddy Rich sowie Bernie Leighton als Pianist) aufgenommen und realisieren die Vorstellung Granz´, mit der Verknüpfung von Bebop und klassischem Streichersound neue Klangfarben und auch neue Aussagen zu finden. Im August trat Parker dann mit Streicher-Begleitung im Apollo Theater auf, am 16. September in der Carnegie Hall. Standards wie What Is This Thing Called Love?, April in Paris und Easy to Love wurde damals von Granz aufgezeichnet.

### Bird und Hawk
Ein Höhepunkt des Jahres 1950 waren die Aufnahmen im Oktober in Quartett- bzw. Quintett-Besetzung. Trotz eines immer wieder „polternden“ Buddy Rich zeigt Celebrity bei einer Spieldauer von nur anderthalb Minuten Parker in großer Spielleidenschaft. Ein Eindruck, der sich beim Hören der anschließenden Ballade fortsetzt, einem themenlosen Titel, bluesig, gefühlvoll, mit einem bemerkenswerten Dialog zwischen Parkers Altsaxophon und dem Tenorsaxophon von Coleman Hawkins.

### Afro-Cuban Jazz Suite
Obwohl Parker viel weniger als etwa Dizzy Gillespie ein Experte für lateinamerikanische Rhythmen war, die zu dieser Zeit sehr populär waren, experimentierte der Saxophonist mit diesen Spielformen. Im Dezember 1950 nahm er mit Machitos Orchester, in dem auch der Trompeter Mario Bauzá spielte, Chico O’Farrills Afro-Cuban Jazz Suite auf. Die Schwierigkeiten Parkers mit dem sechsteiligen Werk O’Farrills sind nicht zu überhören,

### 1951: Au Privave

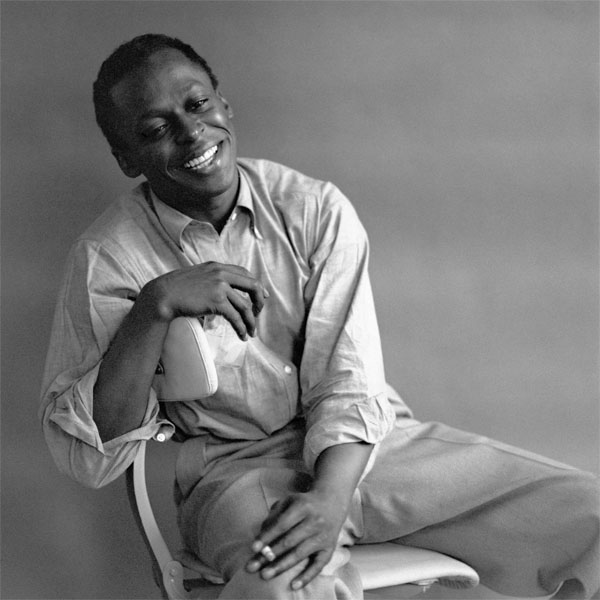
Foto von Miles Davis 1955, aufgenommen von Tom Palumbo

Zu den Höhepunkten der Verve-Edition zählen die Mitschnitte von zwei Sitzungen, die Parker zu Beginn des Jahres 1951 aufnahm, die zunächst unter dem Titel The Magnificent Charlie Parker von Mercury veröffentlicht wurden. Zum einen ist es Parker mit einem Orchester, mit Miles Davis, sowie der Rhythmusgruppe aus Walter Bishop junior, Teddy Kotick und Max Roach, die in Parker-typischen Bebop Titel wie Au Privave, She Rote, den K.C. Blues und erneut den damaligen Hit Star Eyes spielten. Wilson und Goeman betonen in der Besprechung der Au Privave-Session, dass die Höhepunkte Parkers zwar in die Zeit der Savoy und DIAL-Sessions fielen, doch auch in der Mercury/Verve-Zeit – trotz gesundheitlicher Probleme und privater Schicksalsschläge – Perioden des musikalischen Triumphes wie diese Sitzung lagen. Cook und Morton heben besonders die gut gelaunten Soli Parkers – kontrastierend mit dem weichen Spiel Davis’ – hervor.
Die anderen Aufnahmen entstanden in Sextett-Besetzung zwei Wochen später; statt Roach spielte hier Roy Haynes und zwei Latin-Perkussionisten. Die Atmosphäre ist hier völlig anders; am 12. März 1951 entstehen die Parker-Komposition My Little Blue Suede Shoes und einige Latin-Nummern, wie Tico Tico, die allerdings zeigen, dass Bird mit den Latin-Rhythmen nicht völlig vertraut ist. Weitere Latin-Nummern entstanden dann bei der nächsten South of the Border-Session im Januar 1952.

### Blues for Alice
Am 8. August 1951 bekam Parker erneut die Gelegenheit, in Quintett-Besetzung für Granz aufzunehmen. Seine reguläre working group bestand zwar aus Duke Jordan, Tommy Potter und Max Roach; Granz ersetzte aber das Rhythmus-Team durch Musiker des späteren Milt Jackson Quartetts, nämlich John Lewis, Ray Brown und Kenny Clarke. Sie nahmen den Blues for Alice auf, außerdem die Titel Si Si, Swedish Schnapps und der Back Home Blues. Erneut wurde auch das legendäre Lover Man eingespielt, das 1946 so desaströs entstand.

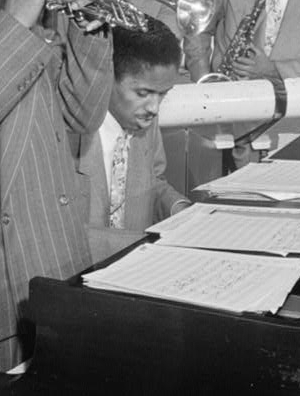
John Lewis, Fotografie von William P. Gottlieb, ca. 1947

Ein halbes Jahr später (22. Januar 1952) fanden erneut Bigband-Einspielungen mit Streicher-Begleitung statt, in denen Parker über Titel wie Lover, Temptation, Autumn in New York und Stella by Starlight improvisierte. Besonders der letztere Standard gilt Cook und Morton als Meisterwerk dieser Werkgruppe Birds; sie heben seine geschmackvolle Solokonstruktion hervor. „Der weiche Streicherklang, die hitzige Trompete Al Porcinos und das rauhe Altsaxophon Parkers reiben sich hier aneinander; hier liegen Beseeltheit, Witz, Verrücktheit, Berechnung, Kalkül, Kitsch eng beisammen, und bis heute findet man kaum Beispiele einer restlos geglückten Inkorporierung von Streichern im swingenden Jazz.“
Kurz nach der Streicher-Session nahm Parker erneut South of the Border-Stücke auf; dieses Mal wirkte der Trompeter Benny Harris mit. Am 25. März entstanden weitere Bigband-Produktionen mit dem Arrangeur Joe Lippman, als Erfolgstitel wie Night and Day oder I Can’t Get Started aufgenommen wurden. Im Juni 1952 fand ein JATP-Konzert unter Mitwirkung Parkers
statt, in der Bird auf die Swingveteranen Charlie Shavers, Benny Carter, Johnny Hodges traf; die Rhythmusgruppe bestand aus Oscar Peterson, Ray Brown und J. C. Heard.

### 1953: Kim

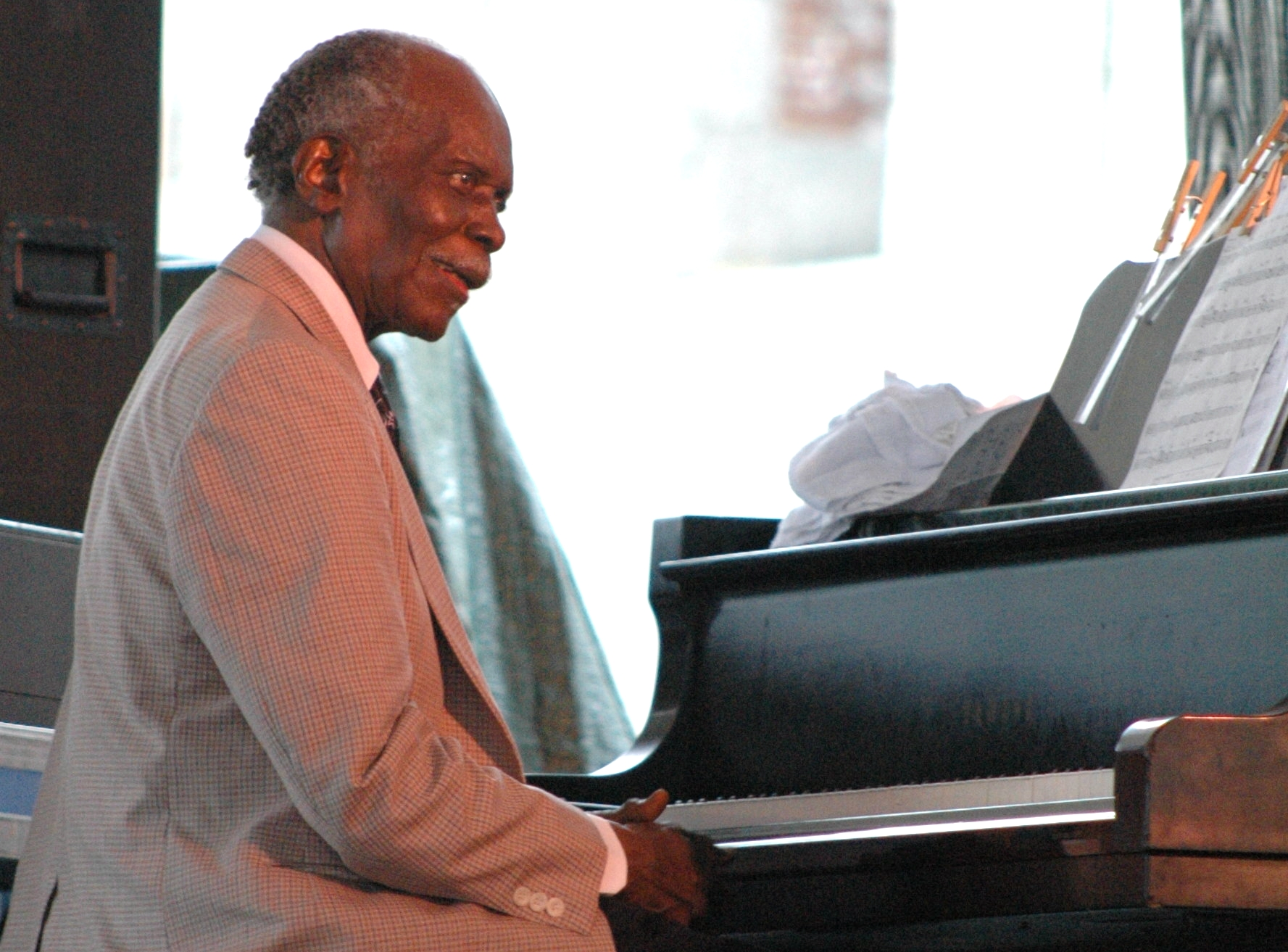
Hank Jones

Um die Jahreswende 1953 spielte Parker in Quartett-Besetzung mit Hank Jones, Teddy Kotick und Max Roach einige seiner gelungensten Bebop-Nummern der Verve-Ära ein; The Song Is You, Laird Baird, Kim und Cosmic Rays, das Wilson/Goeman als zweifellos bestes Stück der Session gilt: „Parker spielt eines seiner so gestenreichen Soli, voller Ornamentik und der für ihn so typischen Phrasierungen.“ Cosmic Rays inspirierte Parker zu einem atemberaubenden Solo,
Völlig aus dem Rahmen fallen die Orchesterstücke vom 22. Mai 1953, die eine Woche nach dem legendären Jazz-at-Massey-Hall-Konzert stattfanden. Gil Evans arrangierte mit einem Oktett mit Holzbläsern, Flöte und Waldhorn sowie Musikern wie u. a. Charles Mingus
Stücke, in denen Parker auf das Vokal-Ensemble Dave Lambert Singers traf, in dem auch die junge Annie Ross mitwirkte. Nach fünfzehn (teilweise abgebrochenen) Takes gelangen jedoch nur 4 Stücke wie In the Still of the Night. Nach Einschätzung von Cook und Morton geriet Evans die Aufnahmesession zum Desaster.

### Now’s the Time
Als Meilensteine der Parker-Diskographie gelten die vier Titel, die der Saxophonist mit Al Haig, Percy Heath und Max Roach am 4. August 1953 aufnahm, I Remember You, Now’s the Time, Confirmation und Chi Chi (Symphony Sids Freundin gewidmet). So bildet die Session einen der letzten Höhepunkte des späten Charlie Parker; dessen Werk für Mercury/Verve klingt aus mit seinen Aufnahmen zum Cole-Porter-Songbook.
In diesen letzten Sitzungen für Mercury/Verve am 31. März 1954, als I Got a Kick Out of You, Just One of Those Things und My Heart Belongs to Daddy aufgenommen wurden, hatte der schon stark gesundheitlich angeschlagene Parker unüberhörbare Probleme mit dem Instrument (wie bei I Got a Kick Out of You). Im Dezember hingegen schien der Saxophonist eine gewisse Vitalität zu zeigen; I’ve Got You Under My Skin, das damals durch Sarah Vaughan populäre Love for Sale und I Love Paris, mit Walter Bishop, Billy Bauer an der Gitarre und Art Taylor am Schlagzeug waren Parkers letzte Aufnahmen für Verve; nur vier Monate nach dieser Session war er tot.

## Bewertung
Ekkehard Jost führt in seiner Sozialgeschichte des Jazz in den USA aus, dass Parker bislang bei Savoy und DIAL überwiegend eigene Kompositionen eingespielt hatte; für die von Granz produzierten Aufnahmen verwendete er jedoch zu einem großen Teil Material aus der gängigen Schlager- und Musical-Produktion der Zeit; dies war bezeichnend für die „Domestizierung“ der sperrigen Gestaltungsprinzipien des Bebop. Wesentlich gravierender als die Umorientierung im thematischen Bereich war, dass Granz Parker mit Musikern zusammen brachte, die er in seinen JATP-Konzerten häufig einsetzte, die aber keinen Bebop spielten, wie Tommy Turk. Jost sah insbesondere in den Streicher-Aufnahmen „eine Tendenz, die die Geschichte des Jazz durchzieht, die kulturelle Enteignung Afro-Amerikas durch die Deformation seiner künstlerischen Ausdrucksformen zum Zwecke einer leichteren Vermarktung innerhalb einer von weißen Wertvorstellungen beherrschten Welt“.
Cook und Morton lobten die diskographische Genauigkeit der Edition und bewerteten sie in ihrem The Penguin Guide to Jazz mit der höchsten Punktzahl; ebenso tut dies Scott Yanow für Allmusic.

## Editorische Anmerkungen
Wilson und Goeman erklären in ihrer Charlie Parker-Biographie die Entwicklung der verschiedenen Mercury/Verve-Editionen in der LP-Ära. Die – acht LPs umfassende – erste Verve-Edition ordnete Parkers Mercury-Aufnahmen streng nach Besetzung; so erschienen zwei LPs mit Bigband-Produktionen (Night & Day, April in Paris), eine LP mit Quartett-Aufnahmen (Now’s he Time), zwei mit Quintett-Aufnahmen (Bird & Diz, Swedish Schnapps) sowie die LP Fiesta mit Quintett/Sextett-Besetzungen und die LP Jazz Perennial (Bigband(Sextett)). Die nachfolgende Edition (auch in 8 LPs) ordnete hingegen die Aufnahmen ausschließlich chronologisch und wurde zum Vorbild für die japanische Verve-Edition (OOJM 3268/77), die in einer 10-LP-Kassette 1984 erschien. Auf ihr basiert die – um zahlreiche bisher unveröffentlichte alternative takes und abgebrochene Stücke – ergänzte Verve Edition (837 141-2) von 1990.
Das umfangreiche Material der Mercury/Verve-Ära wurde in unzähligen Einzel-LPs und Kompilationen herausgebracht; hervorhebenswert sind die folgenden Einzel-Ausgaben:
- Bird and Pres – The ’46 Concerts Jazz at the Philharmonic Die JATP-Aufnahmen mit Parker, Lester Young und Coleman Hawkins
- Charlie Parker (539757-2) – Das Album enthält die erste Zusammenstellung aller Quartett-Aufnahmen aus der 10-CD-Edition, beginnend mit Now’s the Time und endend mit Visa, u. a. auf 5 alternate takes von Chi Chi enthaltend.
- Confirmation (527815-2) – Die Doppel-CD bietet eine Auswahl der Titel von 1949 bis 1953 in den unterschiedlichen Besetzungen.
- Bird’s Best Bop (527452-2) – Die Kompilationkonzentriert sich auf die stärksten Bop-Titel, wie Now’s the Time, Confirmation, Swedish Schnapps, She Rote und Au Privave.
- Swedisch Schnapps (849393-2) – Die Auswahl basiert auf dem gleichnamigen LP-Album und wurde um Aufnahmen von 1949/51 mit Rodney/Davis/Dorham erweitert.
- Now’s the Time (815671-2) – Enthält die zwei Quartett-Sessions mit Hank Jones, Percy Heath/T. Kotick und Max Roach, 1953/53.
- Bird and Diz (521436-2) – Die 1950er Session mit Dizzy Gillespie, Monk, Curley Russell und Buddy Rich.
- South of the Border (527779-2) – Die lateinamerikanischen Titel, u. a. mit dem Machito-Orchester, 1949–1952.
- 1949 Jazz at the Philharmonic (519803-2)
- The Cole Porter Songbook (823250-2)
- Charlie Parker Jam Session (833564-2) von 1952
- Bird – The Original Recordings (837176-2) Zusammenstellung von Titeln aus den Jahren 1949 bis 1952.

2016 erschien das Album The Unissued Takes, das bislang unveröffentlichte Titel aus den Jahren 1949 bis 1952 enthält.

## Die Titel
Bird: The Complete Charlie Parker on Verve, 1990 (Verve)
Disc: 1
1. „Sweet Georgia Brown“- 9:32
2. „Blues For Norman“ – 8:37
3. „I Can’t Get Started“ – 9:15
4. „Lady Be Good“ 11:05
5. „After You’ve Gone“ – 7:33
6. „I Got Rhythm“ – 12:54
7. „Introductions By Norman Granz“ – 2:16
8. „JATP Blues“ 10:56

- JATP 1946 mit Parker, Lester Young, Dizzy Gillespie (1, 20. Januar 1946), Howard McGhee (2-5, Januar 1946), bzw. mit Buck Clayton, Kenny Kersey, Willie Smith, Irving Ashby, Buddy Rich, Coleman Hawkins (6-8, 22. April 1946)

Disc: 2
1. „The Bird“ – 4:44
2. „Repetition“ – 2:57
3. „No Noise“ (Parts I & II) – 5:53
4. „No Noise“ (Part III) – 2:55
5. „Mango Mangue“ – 2:53
6. „Okiedoke“ – 3:02
7. „Cardboard“ – 3:08
8. „Visa“ 3:58
9. „Segment – Tune X“ – 3:19
10. „Diverse – Tune X“ (alternate take) – 3:16
11. „Passport – Tune Y“ (12: bar blues) – 2:54
12. „Passport – Tune Z“ (32 bars) – 2:59

- 1949 – Quartett mit Hank Jones (1, 10. Februar 1949), mit Neal Hefti Orchestra (2, 12/47), mit Machito & his Orchestra (3-6, 20. Dezember 1948), Septett mit Kenny Dorham, Al Haig, Tommy Turk (7-8, April 1949), Quintett (ohne Turk) (9-12, 5. Mai 1949)

Disc: 3
1. “The Opener” – 12:47
2. “Lester Leaps In” – 12:14
3. “Embraceable You” – 10:33
4. “The Closer” – 10:57
5. “'Ow – Introduction OF Ella Fitzgerald” –:48
6. “Flyin' Home” – 5:31
7. “How High the Moon” – 6:24
8. “Perdido” – 8:34

- 1949 – JATP Carnegie Hall – Bird & Prez (18. September 1949) mit Roy Eldridge, Tommy Turk, Flip Phillips, Hank Jones, Ray Brown, Buddy Rich und Ella Fitzgerald (nur 5-8)

Disc: 4
1. “Just Friends” – 3:30
2. “Everything Happens to Me” – 3:15
3. “April In Paris” – 3:06
4. “Summertime” – 2:46
5. “I Didn’t Know What Time It Was” – 3:12
6. “If I Should Lose You” – 2:46
7. “Star Eyes” – 3:28
8. “Blues (Fast)” – 2:45
9. “I'm In The Mood For Love” – 2:50
10. “Bloomdido” – 3:24
11. “And Oscar For Treadwell” (Take 3 Alternate take – LP) – 3:20
12. “An Oscar For Treadwell” (Take 4 Master) – 3:22
13. “Mohawk” (Take 3 Alternate take – LP) – 3:38
14. “Mohawk” (Take 6 (Take 4) Master) – 3:34
15. “My Melancholy Baby” (Take 1) – 3:16
16. “My Melancholy Baby” (Coda Rehearsal) –:05
17. “My Melancholy Baby” (Take 2 Master) – 3:23
18. “Leap Frog” (Take 1 Incomplete) –:27
19. “Leap Frog” (Take 2 Incomplete) –:18
20. “Leap Frog” (Take 3 Incomplete) –:40
21. “Leap Frog” (Take 4 Incomplete) –:18
22. “Leap Frog” (Take 5 Alternate take) – 2:33
23. “Leap Frog” (Take 6 Incomplete) –:24
24. “Leap Frog” (Take 7 Incomplete) –:14
25. “Leap Frog” (Take 8 (Take 4) Alternate take) – 2:02
26. “Leap Frog” (Take 9 Alternate take) – 2:06
27. “Leap Frog” (Take 10 Incomplete) –:43
28. “Leap Frog” (Take 11 (Take 6) Master) – 2:29
29. “Relaxing With Lee” (Take 1 Incomplete) –:35
30. “Relaxing With Lee” (Take 2 Incomplete) – 1:08
31. “Relaxing With Lee” (Take 3 False start) –:08
32. “Relaxing With Lee” (Take 4 (Take 2) Alternate take – LP) – 3:56
33. “Relaxing With Lee” (Take 5 Incomplete) –:25
34. “Relaxing With Lee” (Take 6 (Take 3) Master) – 2:46

- 1949/50: Bird with Strings (1-6, 30. November 1949), Charlie Parker Quartett mit Hank Jones (7–9, März–April 1950), Bird & Diz, mit Dizzy Gillespie und Thelonious Monk (10-34, 6. Juni 1950)

Disc: 5
1. “Dancing In The Dark” – 2:19
2. “Out Of Nowhere” – 3:06
3. “Laura” (Take 1 Alternate take) – 2:57
4. “Laura” (Take 2 Master) – 2:56
5. “East Of The Sun” – 3:38
6. “They Can’t Take That Away from Me” – 3:17
7. “Easy To Love” – 3:29
8. “I'm In The Mood For Love ” (Take 2 Master) – 3:33
9. “I’m In The Mood For Love” (Take 3 Alternate take) – 3:27
10. “I’ll Remember April” (Take 1 Alternate take) – 3:09
11. “I’ll Remember April” (Take 2 False start) –:10
12. “I’ll Remember April” (Take 3 (Take 2) Master) – 3:02
13. “What Is This Thing Called Love?” – 2:54
14. “April In Paris” – 3:12
15. “Repetition” – 2:49
16. “Easy To Love” – 2:25
17. “Rocker” – 3:10
18. “Celebrity” – 1:34
19. “Ballade” – 2:55
20. “Afro-Cuban Jazz Suite” – 17:11

- 1950: Charlie Parker with Strings (1-12 Studio (5. Juli 1950), sowie 13-17 live Carnegie Hall (16. September 1950)), Quartett/Quintett mit Coleman Hawkins (18-19, Oktober 1950), Parker mit Machito & His Orchestra (20, 21. Dezember 1950)

Disc: 6
1. “Au Privave” (Take 2 Alternate take – LP) – 2:38
2. “Au Privave” (Take 3 Master) – 2:43
3. “She Rote” (Take 3 Alternate take – LP) – 3:09
4. “She Rote” (Take 5 Master) – 3:06
5. “K.C. Blues” – 3:24
6. “Star Eyes” – 3:34
7. “My Little Suede Shoes” – 3:03
8. “Un Poquito De Tu Amor” – 2:40
9. “Tico Tico” – 2:44
10. “Fiesta” – 2:49
11. “Why Do I Love You” (Take 2 Alternate take – LP) – 2:58
12. “Why Do I Love You” (Take 6 Alternate take) – 2:58
13. “Why Do I Love You” (Take 7 Master) – 3:05
14. “Blues For Alice” – 2:46
15. “Si Si” – 2:38
16. “Swedish Schnapps” (Take 3 Alternate take – LP) – 3:13
17. “Swedish Schnapps” (Take 4 Master) – 3:10
18. “Back Home Blues” (Take 1 Alternate take – LP) – 2:35
19. “Back Home Blues” (Take 2 Master) – 2:46
20. “Loverman” – 3:21

- 1951: Charlie Parker & his Orchestra (1-6, 7. Januar 1951) mit Miles Davis, Walter Bishop, Jr., Teddy Kotick, Max Roach; Charlie Parkers Jazzers (7-13, 12. März 1951) mit Walter Bishop, Jr., Teddy Kotick, Roy Haynes, Jose Mangual, Luis Miranda, Quintett mit Red Rodney, John Lewis, Ray Brown, Kenny Clarke (14-20, 8. August 1951)

Disc: 7
1. “Temptation” – 3:31
2. “Lover” – 3:06
3. “Autumn in New York” – 3:29
4. “Stella by Starlight” – 2:56
5. “Mama Inez” – 2:50
6. “La Cucuracha” (Take 1 Alternate take) – 3:24
7. “La Cucuracha” (Take 2 Incomplete) –:49
8. “La Cucuracha” (Take 3 False start) –:10
9. “La Cucuracha” (Take 4 (Take 3) Master) – 2:43
10. “Estrellita” (Take 2 Incomplete) – 1:57
11. “Estrellita” (Take 4 Alternate take) – 2:46
12. “Estrellita” (Take 5 False start) –:04
13. “Estrellita” (Take 6 (Take 5) Master) – 2:44
14. “Begin The Beguine”– 3:12
15. “La Paloma”– 2:39
16. “Night And Day” – 2:50
17. “Almost Like Being in Love” – 2:33
18. „I Can’t Get Started“ – 3:08

- 1952: Charlie Parker with Strings (1-4, 22. Januar 1952), South of the Border (5-15, Januar 1952) mit Benny Harris, Teddy Kotick, Max Roach, Jose Mangual, Luis Miranda; Charlie Parker Big Band (16-19, 25. März 1952)

Disc: 8
1. “Jam Blues” – 14:42
2. “What Is This Thing Called Love” – 15:41
3. “Ballad Medley” – 17:23
4. “Funky Blues” – 13:27

- 1952: JATP – Jam Session 1952 Hollywood mit Charlie Shavers, Benny Carter, Johnny Hodges, Oscar Peterson, Barney Kessel, Ray Brown, J.C. Heard

Disc: 9
1. “The Song Is You” – 2:56
2. “Laird Baird” – 2:44
3. “Kim” (Take 2 Alternate take – LP) – 2:58
4. “Kim” (Take 4 Master) – 2:58
5. “Cosmic Rays” (Take 2 Master) – 3:05
6. “Cosmic Rays” (Take 5 Alternate take) – 3:16
7. “In The Still Of The Night” (Take 1 False start) –:32
8. “In The Still Of The Night” (Take 2 Incomplete) –:53
9. “In The Still Of The Night” (Take 3 Alternate take) – 3:46
10. “In The Still Of The Night” (Take 4 Alternate take) – 3:21
11. “In The Still Of The Night” (Take 5 False start) –:45
12. “In The Still Of The Night” (Take 6 Alternate take) –3:26
13. “In The Still Of The Night” (Take 7 Master) – 3:22
14. “Old Folks” (Take 1 Incomplete) –:26
15. “Old Folks” (Take 2 False start) –:09
16. “Old Folks” (Take 3 Alternate take) – 4:04
17. “Old Folks” (Take 4 Incomplete – Bird Continues Playing Into Take 5 False start) –:21
18. “Old Folks” (Take 6 Alternate take) – 3:28
19. “Old Folks” (Take 7 Incomplete) –:26
20. “Old Folks” (Take 8 Alternate take) – 3:39
21. “Old Folks” (Take 9 Master) – 3:34
22. “If I Love Again” – 2:31

- 1952/1953: Charlie Parker Quartet mit Hank Jones, Teddy Kotick, Max Roach (1-6, 30. Dezember 1952), Charlie Parker & Orchestra mit Gil Evans & Dave Lambert Singers (7-22, 22. Mai 1953)

Disc: 10
1. “Chi Chi” (Take 1 Alternate take – LP) – 3:09
2. “Chi Chi” (Take 2 False start) –:27
3. “Chi Chi” (Take 3 Alternate take) – 2:42
4. “Chi Chi” (Take 4 Alternate take) – 2:37
5. “Chi Chi” (Take 5 False start) –:17
6. “Chi Chi” (Take 6 Master) – 3:02
7. “I Remember You” – 3:03
8. “Now’s The Time” – 3:01
9. “Confirmation” (Take 1 False start) –:14
10. “Confirmation” (Take 2 False start) –:09
11. “Confirmation” (Take 5 False start) – 2:58
12. “I Get A Kick Out Of You” (Take 1 Alternate take) – 4:55
13. “I Get A Kick Out Of You” (Take 2 False start And Rehearsal) –:32
14. “I Get A Kick Out Of You” (Take 3 False start And Rehearsal) –:16
15. “I Get A Kick Out Of You” (Take 4 Incomplete) – 1:05
16. “I Get A Kick Out Of You” (Take 5 False start) –:17
17. “I Get A Kick Out Of You” (Take 6 Incomplete) – 1:08
18. “I Get A Kick Out Of You” (Take 7 Master) – 3:34
19. “Just One Of Those Things” – 2:46
20. “My Heart Belongs To Daddy” (Take 1 False start And Rehearsal) –:36
21. “My Heart Belongs To Daddy” (Take 2 Master) – 3:18
22. “I’ve Got You Under My Skin” – 3:38
23. “Love For Sale” (Take 1 False start) –:17
24. “Love For Sale” (Take 2 Alternate take) – 5:47
25. “Love For Sale” (Take 3 Incomplete) – 1:03
26. “Love For Sale” (Take 4 Alternate take) – 5:32
27. “Love For Sale” (Take 5 Master) – 5:35
28. “I Love Paris” (Take 2 Alternate take) – 5:07
29. “I Love Paris” (Take 3 Master) – 5:07

- 1953/1954: Charlie Parker Quartet/Quintet – Quartett mit Al Haig, Percy Heath und Max Roach (1-11, 4. August 1953); Quintett mit Walter Bishop, Jr., Jerome Darr (g), Teddy Kotick, Roy Haynes (12-22, 31. März 1954); Quintett mit Walter Bishop, Jr., Billy Bauer, Teddy Kotick, Art Taylor (23-29, 10. Dezember 1954)

## Vollständige Besetzungsliste
| Altsaxophon: - Charlie Parker (as) - Harry Terrill (as) - Johnny Hodges (as) - Sonny Salad (as) - Willie Smith (as) - Benny Carter (as) - Fred Skerritt (as) - Gene Johnson (as) - Murray Williams (as) - Toots Mondello (as) Tenorsaxophon: - Ben Webster (ts) - Coleman Hawkins (ts) - Flip Phillips (ts) - Hank Ross (ts) - Sol Rabinowitz (ts) - Pete Mondello (ts) - Jose Madera (ts) Baritonsaxophon: - Danny Bank (bs) - Stanley Webb (bs) - Leslie Johnakins (bs) - Manny Albam (bs) Posaune: - Lou McGarity (trb) - Bill Harris (trb) - Tommy Turk (trb) - Bart Varsalona (Bass trb) - Will Bradley (trb) Gesang: - Butch Birdsall (voc) - Dave Lambert (voc) - Jerry Parker (voc) - Annie Ross (voc) | Trompete: - Dizzy Gillespie (tr) - Miles Davis (tr) - Doug Mettome (tr) - Roy Eldridge (tr) - Al Killian (tr) - Al Porcino (tr) - Al Stewart (tr) - Benny Harris (tr) - Charlie Shavers (tr) - Chris Griffin (tr) - Bernie Privin (tr) - Bobby Woodlen (tr) - Buck Clayton (tr) - Carl Poole (tr) - Howard McGhee (tr) - Ray Wetzel (tr) - Red Rodney (tr) - Paquito Davilla (tr) - Mario Bauzá (tr) - Jimmy Maxwell (tr) - Kenny Dorham (tr) - Harry „Sweets“ Edison (tr) Sonstige Reeds/Bläser: - Hal McKusick (cl) - John LaPorta (cl) - Tommy Mace (Oboe) - Eddie Brown (Oboe) - Mitch Miller (Oboe/English Horn) - Junior Collins (French Horn) - Joseph Singer (French Horn) - Manny Thaler (Bassoon) - Art Drelinger (Reeds) Gitarre: - Art Ryerson (g) - Barney Kessel (g) - Freddie Green (g) - Jerome Darr (g) - Irving Ashby (g) | Klavier: - Al Haig (p) - Arnold Ross (p) - Mel Powell (p) - Hank Jones (p) - Bernie Leighton (p) - John Lewis (p) - Lou Stein (p) - Stan Freeman (p) - Walter Bishop Jr. (p) - Ken Kersey (p) - René Hernández (p) - Tony Aless (p) - Oscar Peterson (p) Bass: - Bob Haggart (b) - Charles Mingus (b) - Curley Russell (b) - Tommy Potter (b) - Percy Heath (b) - Ray Brown (b) - Roberto Rodriguez (b) - Teddy Kotick (b) - Billy Hadnott (b) Schlagzeug: - Buddy Rich (dr) - Don Lamond (dr) - J.C. Heard (dr) - Roy Haynes (dr) - Max Roach (dr) - Shelly Manne (dr) - Kenny Clarke (dr) - Lee Young (dr) Perkussion: - Jose Mangual (Bongos) - Luis Miranda (Conga) - Rafael Miranda (Conga) - Chano Pozo (Conga) - Machito (Maracas) | Streicher: - Dave Uchitel (Viola) - Frank Brieff (Viola) - Fred Ruzilla (Viola) - Isadore Zir (Viola) - Nat Nathanson (Viola) - Frank Miller (Cello) - Maurice Brown (Cello) - Joe Benaventi (Cello) - Bronislaw Gimpel (viol) - Gene Orloff (viol) - Harry Katzman (viol) - Harry Melnikoff (viol) - Sid Harris (viol) - Sam Caplan (viol, Kornett) - Samuel Rand (viol) - Stan Karpenia (viol) - Ted Blume (viol) - Zelly Smirnoff (viol) - Howard Kay (viol) - Max Hollander (viol) - Jack Zayde (viol) - Manny Fidler (viol) - Milton Lomask (viol) Sonstige: - Ubaldo Nieto (Timbeln) - Myor Rosen (Harfe) - Verlye Mills (Harfe) - Wallace McManus (Harfe) - Joe Lipman (Glocken, Xylophon) Arrangeure, Leiter: - Chico O’Farrill (Arrangeur/Leiter) - Gil Evans (Arrangeur/Leiter) - Jimmy Carroll (Arrangeur/Leiter) - Joe Lipman (Arrangeur/Leiter) - Neal Hefti (Arrangeur/Leiter) - Phil Schaap (Produzent, Liner Notes) |